# Porto Venere
Porto Venere vagy Portovenere (ligur nyelven Portivène) község (olaszul comune) Olaszországban, Liguria régióban, La Spezia megyében. 1997 óta a közeli Palmaria, Tino és Tinetto szigetekkel, valamint a Cinque Terrével együtt az UNESCO világörökségének része.

## Fekvése
A falu a La Spezia-öblöt nyugatról határoló félsziget déli végén épült. A félsziget folytatásaként emelkedik ki a tengerből három sziget:
- Palmaria,
- Tino és
- Tinetto.

A településtől északnyugatra húzódik a Cinque Terre.

## Történelme
Az ősi Portus Veneris eredete az i. e. 1. századra nyúlik vissza. A legendák szerint a mai Péter apostolnak szentelt templom helyén az ókorban Venus temploma állt, s valószínűleg innen származik a település elnevezése. Egy másik magyarázat szerint a névadója egy remete volt, Szent Venerius. Már a rómaiak idején jelentős halászfalu volt. A középkorban fejlődését a folyamatos szaracén- és kalóztámadások gátolták. Emiatt építették fel masszív falait és erődjét (12. század). A Vezzano család hűbérbirtoka volt, majd a 13. század második felében a Genovai Köztársaság hódította meg. Az óváros 1494-ben szinte teljes mértékben elpusztult az aragóniai flotta bombázásai során, ekkor kezdett kiépülni az új város (Borgo Nuovo) a Péter apostolnak szentelt templom körül.

## Demográfia
A népesség számának alakulása:

## Fő látnivalók
A város hangulatát a tengerre néző keskeny, magas, színes házak adják, valamint a közöttük kanyargó keskeny utcácskák. Porto Venere főbb látnivalói:
- az 1198-ban, gótikus stílusban, Péter apostol tiszteletére épített San Pietro-templom
- az 1098-ban, román stílusban épített San Lorenzo-templom
- a Grotta dell’Arpaia vagy Byron grottója, egy természetes barlang, ahonnan Byron indult, amikor átúszta a La Spezia-öblöt.
- a 12. században épült erőd (Castello).

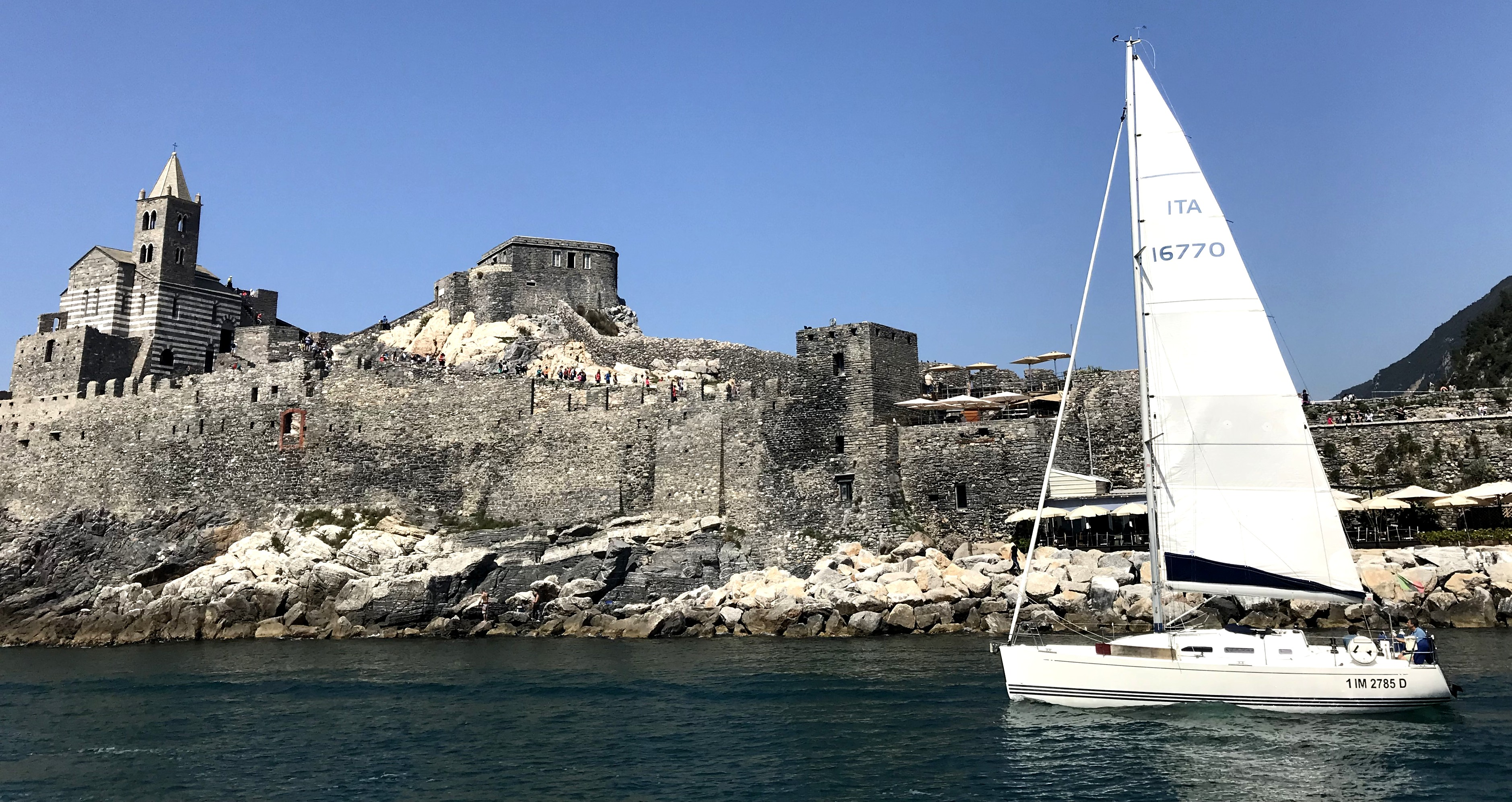
Az erőd és a Szent Péter-templom a tenger felől

## Külső hivatkozások
- Hivatalos turisztikai honlap (angolul) (olaszul)
- Képgyűjtemény
- Porto Venere a világörökség honlapján